# Georg Friedrich Daumer
Georg Friedrich Daumer (né le 5 mars 1800 à Nuremberg et mort le 13 décembre 1875 à  Wurtzbourg), est un philosophe allemand du XIXe siècle.

## Biographie
Daumer est né en 1800 à Nuremberg. Fils d'un maitre artisan, il rentre en 1817 à l'université d'Erlangen où il étudia la philologie, et suit en 1822 les cours de Schelling. En 1823, il commence une carrière dans l'enseignement au lycée Saint-Égide de Nuremberg (de). Mais des conflits avec sa hiérarchie et des problèmes de santé le poussent à quitter entre 1826 et 1830 la profession.
En 1834, il épouse Marie Friederike Rose dont il a une fille en 1844 Ottilie. Mais la vie maritale sera difficile pour le couple (problèmes d'argent, de caractère..), et ils vivent le plus souvent séparément. Il est connu pour avoir hébergé et éduqué Kaspar Hauser.
Dans les années 1840, il se lie d'amitié un temps avec Ludwig Feuerbach mais la parution de La religion de l'ère nouvelle en 1850, le brouille définitivement avec les penseurs matérialistes et progressistes.

## Œuvres

### Œuvres sur la religion et la philosophie
- Über den Gang und die Fortschritte unserer geistigen Entwicklung seit der Reformation und über ihren Standpunkt in der gegenwärtigen Zeit. Nürnberg: Riegel und Wießner, 1826, 32 S.
- Urgeschichte des Menschengeistes. Fragment eines Systems speculativer Theologie mit besonderer Beziehung auf die Schelling'sche Lehre von dem Grunde in Gott, Berlin 1827
- Andeutung eines Systems speculativer Philosophie, Nürnberg 1831
- Ist die Cholera Morbus ein Strafgericht Gottes? Sendschreiben an Herrn Pfarrer Kindler zu Nürnberg, 1832
- Philosophie, Religion und Alterthum, 1833
- Über die Entwendung ägyptischen Eigenthums beim Auszug der Israeliten aus Ägypten, 1833
- Polemische Blätter betreffend Christenthum, Bibelglauben und Theologie. Eine Schrift für gebildete Leser aller Stände, 1834
- Züge zu einer neuen Philosophie der Religion und Religionsgeschichte vornehmlich in Beziehung auf die christlichen Ideen der göttlichen Dreieinigkeit, der vorweltlichen Zeugung des Sohnes, des kakodämonischen Princips, des Abfalls von Gott, der Weltschöpfung, der Menschwerdung Gottes, der Erlösung und Versöhnung, des Leidens, Todes, der Auferstehung und Verklärung des Sohnes, des Ausgangs des heil. Geistes von demselben, der Wiederkunft Christi zum tausendjährigen Reich, des Fegefeuers, der Hölle und des Himmels, des jüngsten Tages und Gerichtes und der zukünftigen höheren Welt und auf das Vorhandengewesenseyn und die Symbolik dieser Idee in den Religionen des vorchristlichen Alterthums, 1835
- Entdeckung eines Complots wider Religion und Christenthum. Gemacht durch Eschenmayer's Schrift 'Conflict zwischen Himmel und Hölle an dem Dämon eines besessenen Mädchens beobachtet', 1837 (unter dem Pseudonym Amadeus Ottokar)
- Anti-Satan. Sendschreiben an Professor Eschenmayer betreffend dessen Entgegnung auf die Schrift 'Entdeckung eines Complots wider Religion und Christenthum', 1838 (unter dem Pseudonym Amadeus Ottokar)
- Sabbath, Moloch und Tabu, 1839
- Der Feuer- und Molochdienst der alten Hebräer, 1842
- Der Anthropologismus und Kriticismus der Gegenwart in der Reife seiner Selbstoffenbarung nebst Ideen zur Begründung einer neuen Entwicklung in Religion und Theologie, 1844
- Die Stimme der Wahrheit in den religiösen und confessionellen Kämpfen der Gegenwart, 1845
- Die Geheimnisse des christlichen Alterthums, 1847
- Die Religion des neuen Weltalters, 1850
- Die dreifache Krone Rom's. Versuch einer neuen Beleuchtung und Charakterisierung des römisch-katholischen Priester- und Kirchenthums, namentlich was dessen elementare und principielle Inhaltsbestimmungen und deren vorläufige Begründung und Erscheinung in vorchristlicher Zeit und Welt betrifft, 1859  (Daumer, Georg Friedrich: Die dreifache Krone Rom's. Münster, 1859, sur Deutsches Textarchiv (de))
- Meine Conversion. Ein Stück Seelen- und Zeitgeschichte, 1859
- Aus der Mansarde. Streitschriften, Kritiken, Studien und Gedichte. Eine Zeitschrift in zwanglosen Heften, 1860–1862
- Blumen und Früchte aus dem Garten christlicher Weltanschauung und Lebensentwicklung, 1863
- Christina mirabilis, das Wundergeschöpf des 12. Jahrhunderts, und der heilige Joseph von Copertino, der Wundermann des 17. Jahrhunderts, als vorläufige Repräsentanten einer neuen, künftigen Menschengattung, Paderborn 1864
- Das Christenthum und sein Urheber. Mit Beziehung auf Renan, Schenkel, Strauss, Bauer, Feuerbach, Ruge, Stirner und die gesammte moderne Negation, 1864
- Aphorismen über Tod und Unsterblichkeit, 1865
- Das Geisterreich in Glauben, Vorstellung, Sage und Wirklichkeit, 1867
- Das Reich des Wundersamen und Geheimnisvollen. Thatsache und Theorie. Mit Veröffentlichung vieler noch unbekannter, aus zuverlässigen Quellen geschöpfter und mit namhaft gemachten Autoritäten versehner Erscheinungen und Beobachtungen, 1872
- Das Wunder. Seine Bedeutung, Wahrheit und Notwendigkeit, den Herren Strauss, Frohschammer, Lang, Renan, Reinkens etc. gegenüber ins Licht gesetzt. Nebst thatsächlichen Belegen aus Geschichte und Überlieferung, 1874
- Max Stirner. Die Entwicklung der deutschen Philosophie nach Hegel als altadamischer Selbstbejahungs- und Selbstenthüllungsprozeß. Verlag Max-Stirner-Archiv, Leipzig 1999  (ISBN 3-933287-28-6) (Nachdruck eines Kapitels aus Das Christenthum und sein Urheber, 1864)

### Poésie
- Bettina. Gedichte aus Goethes Briefwechsel mit einem Kinde. 1837.
- Die Glorie der heiligen Jungfrau Maria. Legenden und Gedichte nach spanischen, italienischen, lateinischen und deutschen Relationen und Originalpoesieen. 1841. (Unter dem Pseudonym Eusebius Emmeran)
- Hafis. Eine Sammlung persischer Gedichte. 1846.
- Mahomed und sein Werk. Eine Sammlung orientalischer Gedichte. 1848.
- Frauenbilder und Huldigungen. 1853.
- Polydora. Ein weltpoetisches Liederbuch. 1855.
- Marianische Legenden und Gedichte. 1859.
- Schöne Seelen. Ein Legenden- und Novellensträußchen. 1862.

### Autres écrits
- Mitteilungen über Kaspar Hauser. Hrsg. und eingeleitet von Peter Tradowsky. Ungekürzter Nachdruck der 1832 in Nürnberg erschienenen Erstausgabe. Geering, Dornach 1983,  (ISBN 3-7235-0359-4).
- Über Thierquälerei und Thiermißhandlungen. Ein Gespräch, herausgegeben und vertheilt durch den Nürnberger Verein zur Verhütung der Thierquälerei. 1840 (anonym erschienen).
- Enthüllungen über Kaspar Hauser. Neudruck der Ausgabe 1859. Kaspar-Hauser-Verlag, Offenbach am Main 2004,  (ISBN 3-9806417-7-5).
- Kaspar Hauser. Sein Wesen, seine Unschuld. Hrsg. und eingeleitet von Peter Tradowsky. Ungekürzter Nachdruck der 1873 bei Coppenrath, Regensburg, erschienenen Ausgabe. Geering, Dornach 1984,  (ISBN 3-7235-0387-X).
- Kaspar Hauser speaks for himself. Kaspar's own writings. TWT, Whitby 1993,  (ISBN 1-897839-02-2).
- Georg Friedrich Daumer, Anselm von Feuerbach: Kaspar Hauser. Mit einem Bericht von Johannes Mayer und einem Essay von Jeffrey M. Masson. Eichborn, Frankfurt am Main 1995,  (ISBN 3-8218-4129-X).

### Œuvres traduites en français
- Du procès et des progrès de notre développement spirituel depuis la Réforme et de son point de vue à l'époque actuelle, Discours de 1826.
- Philosophie, religion et Antiquité, 1833.
- Du vol de propriété égyptienne lors de la sortie des Israélites d'Égypte"", 1833.
- Sabbat, Moloch et tabou, 1839.
- Les secrets de l'Antiquité chrétienne, 1847.
- La religion de l'ère nouvelle, 1850.